# 卡魯梅 (愛荷華州)
卡魯梅（英語：Calumet）是一個位於美國愛荷華州奧布賴恩縣的城市。

## 地理
卡魯梅的座標為42°56′46″N 95°33′07″W / 42.94611°N 95.55194°W，而該地的平均海拔高度為438米（即1437英尺）。

## 人口
根據2010年美國人口普查的數據，卡魯梅的面積為0.70平方千米，當中陸地面積為0.70平方千米，而水域面積為0.00平方千米。當地共有人口170人，而人口密度為每平方千米242人。